# Cayo Big Major
Cayo Big Major (en inglés y oficialmente Big Major Cay), es un cayo o isla deshabitado, ubicado en el distrito de Exuma en las Bahamas.
Informalmente se lo conoce como Isla de los Cerdos (y Pig Beach en inglés) y es conocido por tener una pequeña población de cerdos asilvestrados que están habituados a nadar en el mar.

## Geografía y características
Exuma es un distrito de las Bahamas, que consta de más de 360 islas o cayos. Cayo Big Major se encuentra entre el cayo Staniel y el cayo Fowl. En el cayo hay tres manantiales de agua dulce.

## Anecdotario
Se dice que a los cerdos los dejaron en el cayo unos marinos con la intención de volver para comérselos. Esos marinos nunca habrían vuelto. Los cerdos habrían sobrevivido gracias a los restos de alimentos que tiraban al mar los barcos que pasaban por allí. Otra leyenda dice que los cerdos sobrevivieron a un naufragio y pudieron llegar a nado a la orilla del cayo. Otros dicen que llegaron desde otro islote cercano. Otros afirman que los cerdos formaban parte de un plan empresarial para atraer el turismo a las islas Bahamas.

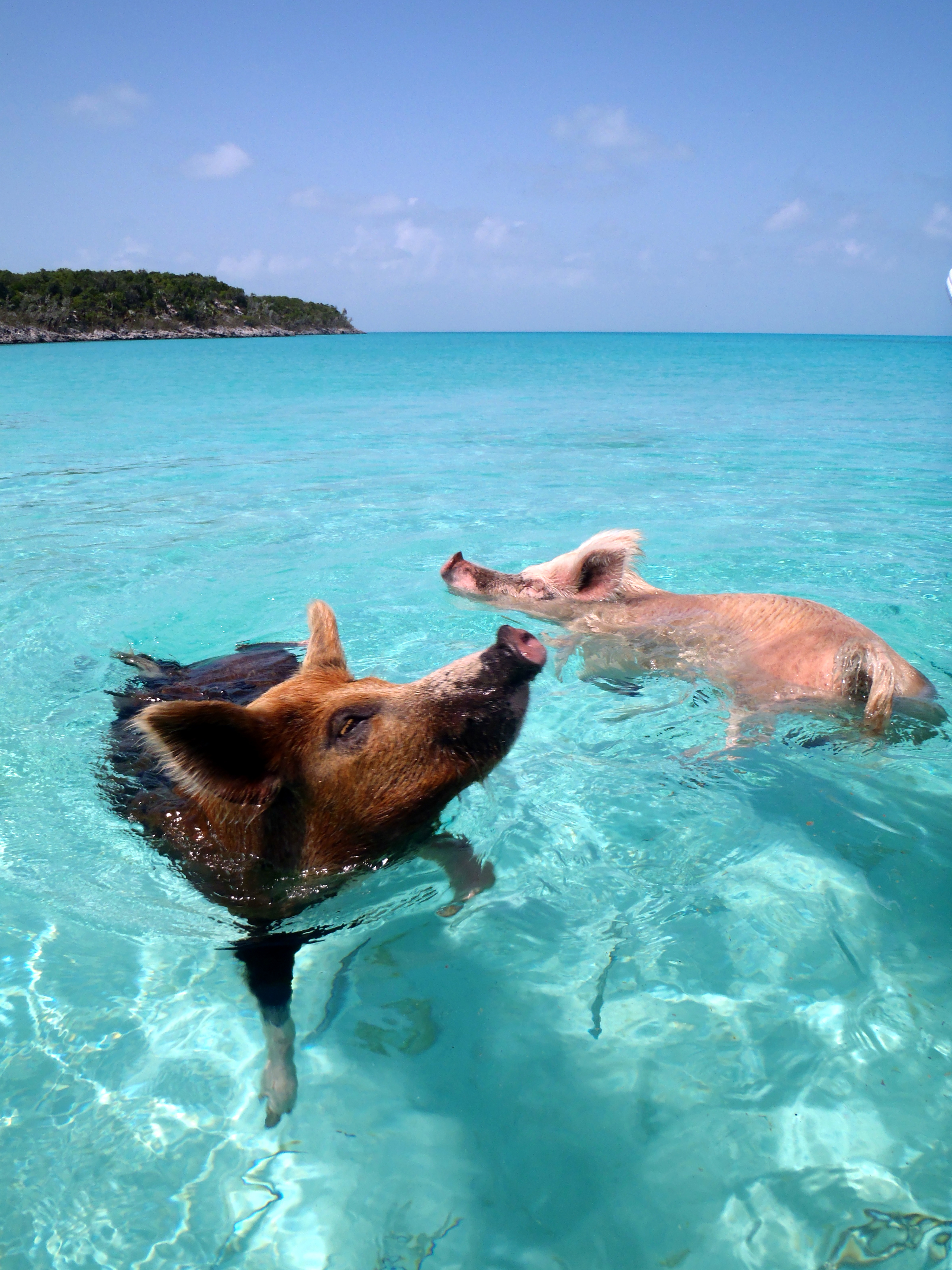
Cerdos nadando

## Demografía y fauna
El cayo está deshabitado. Alberga alrededor de 20 cerdos entre adultos y crías. También alberga algunos gatos asilvestrados y cabras.
Se considera que actualmente los cerdos son alimentados por turistas y por habitantes de cayos vecinos.

## Cultura popular
El libro infantil El secreto de la isla de los cerdos (The Secret of Pig's Island en inglés, Jennifer R. Nolan, Ocean Education Publishing, 2010), trata de un niño que se entera de que existe una isla deshabitada en la que hay cerdos que nadan en el mar y se aventura a visitarla por su cuenta. Por otra parte, Sandra Boynton, humorista, autora musical, directora, productora musical y escritora e ilustradora de libros para niños, escribió una canción sobre la Isla de los Cerdos para su libro de canciones infantiles, Los pollos bailarines de Filadelfia (The Dancing Philadelphia Chickens en inglés).